# Middelaar
Middelaar est un village situé dans la commune néerlandaise de Mook en Middelaar, dans la province du Limbourg. Le 1er janvier 2005, le village comptait 931 habitants.